# الرقم الآلي للعنوان
الرقم الآلي للعنوان هو نظام لتعريف كل وحدة في الكويت. نُفِّذ المشروع من قِبَل الهيئة العامة للمعلومات المدنية في الكويت. يهدف النظام لتعريف كل وحدة بناء برقم مكون من 8 أرقام.

## الفكرة
النظام يعطي كل وحدة بناء (م. الشقق والبيوت والمدارس والمجمعات...إلخ) رقمًا مكوَّنًا من 8 خانات يدل على العنوان. يُمكن إيجاد العناوين بعد ذلك عن طريق استخدام برنامج Kuwait Finder المُتوفِّر للأندرويد وآي أو إس ومتصفحات الإنترنت.

## الاستقبال
اُستقبلت الفكرة بإيجابية في الكويت، وحُمِّل تطبيق Kuwait Finder أكثر من 100,000 مرة على نظام أندرويد فقط. وأعرب عدد كبير من المدونين في الكويت عن إعجابهم بالفكرة

## الرموز
| الوحدة     | الرمز |
| ---------- | ----- |
| عمارة      | 4     |
| مُجمَّع       | 5     |
| فندق       | 12    |
| جمعية      | 23    |
| سوق        | 24    |
| كراج       | 34    |
| مبنى تجاري | 37    |